# 青森県立八戸水産高等学校
青森県立八戸水産高等学校（あおもりけんりつ はちのへすいさんこうとうがっこう, Aomori Prefectural Hachinohe Fisheries High School）は、青森県八戸市大字白銀町字人形沢にある県立水産高等学校。青森県で唯一の水産・海洋系高等学校である。

## 概要
歴史
1909年（明治42年）創立の「青森県水産試験場伝習部」を前身とする。数回の改称を経て1948年（昭和23年）の学制改革により、現校名となった。
設置課程・学科
全日制課程 3学科
- 海洋生産科
- 水産食品科
- 水産工学科

専攻科
高校3年修了後の2年間の課程
- 漁業科
- 機関科

綱領
- 一. 心身を錬磨して質実剛健の気風を養うべし。
- 一. 時間を大切にして勉学に励み勤労を重んずべし。
- 一. 言語は明瞭にして行動は敏活になるべし。

校章
水高の文字（縦書き）を置いている。
校歌
作詞は中里忠香、作曲は山田源一郎による。歌詞は3番まであり、校名は登場しない。

## 沿革
前史
- 1900年（明治33年）- 三戸郡湊村の有志が水産教育の必要性から湊尋常小学校に水産補習学校を附設。
  - 「湊尋常小学校附設水産補習学校」
- 1904年（明治37年）11月 - 「湊村立湊水産学校」に昇格。
- 1909年（明治42年）- 廃止される。

正史
- 1909年（明治42年）4月 - 「青森県水産試験場伝習部」が開設される。（創立年）
- 1918年（大正7年）4月1日 - 「青森県水産講習所」に改称。
- 1924年（大正13年）4月1日 - 「青森県立水産学校」（実業学校）に改称。
- 1948年（昭和23年）4月1日 - 学制改革（六・三制の実施）により、水産学校が廃止され、新制高等学校「青森県立八戸水産高等学校」が発足。
- 1951年（昭和26年）1月 - 中型実習船「津鷹丸」が完成。
- 1956年（昭和31年）9月 - 大型実習船「青森丸」が完成。
- 1958年（昭和33年）4月1日 - 無線通信科を新設。
- 1966年（昭和41年）4月1日 - 専攻科（漁業科）を新設。
- 1967年（昭和42年）10月 - 大型実習船「青森丸（第二代）」が完成。
- 1971年（昭和46年）4月1日 - 機関科を新設。
- 1977年（昭和52年）3月 - 大型実習船「青森丸（第三代）」が完成。
- 1978年（昭和53年）4月1日 - 専攻科（機関科）を設置。
- 1984年（昭和59年）12月 - 寄宿舎「眺洋寮」と八水高会館（同窓会館）が完成。
- 1989年（平成元年）4月 - 屋内水泳潜水プールが完成。
- 1990年（平成2年）
  - 3月 - 大型実習船「青森丸（第四代）」が完成。
  - 4月1日 - 学科の再編が実施される。漁業科を「海洋生産科」、水産製造科を「水産食品科」、機関科を「水産工学科」、無線通信科を「情報通信科」に再編。
- 1991年（平成3年）3月 - 栽培漁業実習場と艇庫が完成。
- 1998年（平成10年）3月 - 食品製造実習棟が完成。
- 2003年（平成15年）3月 - 大型実習船「青森丸（第五代）」が完成。
- 2008年（平成20年）12月 - 創立100周年記念式典を挙行。
- 2019年（平成31年）3月 - 情報通信科閉科。

## 部活動
運動部
- 陸上競技部
- バレーボール部
- ソフトテニス部
- 野球部
- バスケットボール部
- 水泳（水球）部
- 剣道部
- 柔道部
- サッカー部
- バドミントン部
- カッター（端艇）部
- ウエイトリフティング部
- 釣り愛好会
- ダイビングチーム

文化部
- 八水大漁太鼓
- 囲碁部
- ワープロ愛好会
- 芸術愛好会
- 茶道愛好会
- ボランティア

## 交通アクセス
- JR東日本 八戸線「鮫駅」より徒歩6分

## 著名な出身者
- 蛭子直和（俳優）- NTV「進ぬ!電波少年」のハルマゲドン2に出演。後に、CX「めざましテレビ」のワールドキャラバンのリポーターとして自転車に乗って世界各国を旅した。
- 大成道喜悌（大相撲力士）- 木瀬部屋所属。